# Suore domenicane della Congregazione di Nostra Signora del Santo Rosario (Bogotà)
Le Suore Domenicane della Congregazione di Nostra Signora del Santo Rosario (in spagnolo Hermanas terciarias Dominicas de la Congregación de Nuestra Señora del Santísimo Rosario, "Dominicas Cubanas"; sigla O.P.) sono un istituto religioso femminile di diritto pontificio.

## Storia
La congregazione fu fondata all'Avana nel 1893 dalle domenicane francesi provenienti da Sète, che si resero autonome il 15 luglio 1908 adottando le costituzioni della congregazione di Albi.
L'istituto, affiliato all'ordine dei frati predicatori dall'8 settembre 1909, ricevette il pontificio decreto di lode il 7 giugno 1931.
In seguito alla rivoluzione cubana, nel 1961 le religiose della congregazione si trasferirono in Colombia.

## Attività e diffusione
Le suore si dedicano all'educazione della giuventù.
La congregazione è presente in Colombia; la sede generalizia è a Bogotà.
Alla fine del 2015 l'istituto contava 26 religiose in 7 case.